# M'Pessoba
M’Pessoba est une localité et une commune rurale du Mali, chef-lieu du cercle de M'Pessoba dans la région de Koutiala.

## Géographie
La localité de M'Pessoba est située sur la route nationale RN 12 (axe Ségou-Koutiala) à 44 km à l'Ouest du chef-lieu régional Koutiala. 
| Kafo Faboli      | Beguené, Somasso | Zanina        |
| Karagouana Mallé | M'Pessoba        | Samabogo, Tao |
| N'Tossoni        | N'Golonianasso   | Fakolo        |

## Histoire
Lors de la réforme administrative de 2023, la commune rurale de M'Pessoba est soustraite du cercle de Koutiala et la localité est érigée en chef-lieu de cercle dans la région de Koutiala.

## Villages

Situation

La commune s'étend sur 20 localités relevées lors du recensement général de 2009. 
Les villages les plus peuplés sont :
- M’Pessoba (9 862 habitants)
- Kintieri (4 506 habitants)
- Gouantiesso (3 866 habitants)

En 2023, la loi 2023-007 attribue à la commune 21 villages, fractions ou quartiers  :
- M’Pessoba
- Dempela I
- Dempela II
- Danzana
- Boudibougo
- Fantala
- Kemessorola
- Sobala
- Dozola
- N'Tarla
- Kintieri
- Dintiola 1
- Gouantiesso
- Dintiola 2
- Pala
- Kolomosso
- Mina
- Nankorola
- Zantiela
- Bana
- Dintiola 1 Sobala